# Rhodopina sakishimana
Rhodopina sakishimana là một loài bọ cánh cứng trong họ Cerambycidae.